# ديوغو باربوسا
ديوغو باربوسا (بالبرتغالية: Diogo Barbosa Mendanha‏) هو لاعب كرة قدم برازيلي في مركز الدفاع، ولد في 17 أغسطس 1992 في تيرا نوفا دو نورتي في البرازيل. لعب مع أتلتيكو غويانيينسي وبوتافوغو ريغاتاس وجمعية أرابيراكا الرياضية وسبورت ريسيفي وغريميو بورتو أليغرينزي ونادي بالميراس ونادي غواراني ونادي غوياس ونادي فاسكو دا غاما ونادي فيلا نوفا ونادي كوريتيبا.

## وصلات خارجية
- ديوغو باربوسا على موقع قاعدة بيانات كرة القدم.إي يو (الإنجليزية)
- ديوغو باربوسا على موقع Soccerway.com (الإنجليزية)